# Argenteuil (municipalità regionale di contea)
Argenteuil è una municipalità regionale di contea del Canada, localizzata nella provincia del Québec, nella regione di Laurentides.
Il suo capoluogo è Lachute.

## Suddivisioni
City
- Lachute
- Brownsburg-Chatham

Municipalità
- Grenville-sur-la-Rouge
- Mille-Isles
- Saint-André-d'Argenteuil

Township
- Gore
- Harrington
- Wentworth

Villaggi
- Grenville